# Roman Oborný
Roman Oborný (* 27. červenec 1975, Třebíč) je český sportovec a český reprezentant v Powerliftingu.  Svou sportovní kariéru zahájil v roce 1989 v KKaST Třebíč. V roce 1994 obsadil druhé místo na MČR v Svitavách. Od roku 2017 se zaměřuje hlavně na jednu z disciplín silového trojboje – bench press.
Zde dosáhl největších úspěchů a získal titul mistra ČR a mistra světa v kategorii do 90 kg.